# Ente autonomo
Un ente autonomo è un ente pubblico che cura gli interessi di una determinata collettività, in posizione di più o meno ampia autonomia dallo Stato e da altri enti pubblici. Si contrappone, quindi, al cosiddetto ente strumentale,  che persegue fini propri di un altro ente pubblico, al quale è legato da vincoli di soggezione.

## Caratteri generali
L'ente autonomo, proprio perché cura gli interessi di una determinata collettività, è ente esponenziale della stessa. Si pone come ordinamento giuridico particolare, rappresentativo della collettività, che gode di autogoverno e di autonomia nel perseguimento degli interessi della medesima, purché non in contrasto con gli interessi pubblici la cui cura è affidata allo stato (interessi nazionali) e agli altri enti pubblici.
Il termine "autogoverno" indica che l'ente, di tipo corporativo, si amministra per mezzo di propri organi i componenti dei quali sono espressione della collettività di cui l'ente stesso è esponenziale, generalmente perché eletti da coloro che ne fanno parte (o perché direttamente costruiti da costoro, nei casi di democrazia diretta).
L'autonomia è, invece, la possibilità di effettuare da sé le proprie scelte. Tutti gli enti pubblici, anche quelli strumentali, ne dispongono di un certo grado, ma negli enti autonomi è più accentuata. L'autonomia presenta varia sfaccetture: si va dalla possibilità di darsi un indirizzo politico diverso da quello dello stato o altro ente pubblico ("autonomia politica"), alla possibilità di emanare atti normativi e, quindi, svolgere una propria funzione normativa ("autonomia normativa", che si declina in "autonomia legislativa" e "regolamentare", secondo che gli atti normativi abbiano la stessa forza delle leggi statali o siano ad essa subordinati nella gerarchia delle fonti del diritto), alla possibilità di definire il proprio assetto organizzativo senza essere vincolati a modelli generali stabiliti da altro ente ("autonomia organizzativa", che può essere esercitata attraverso un apposito atto normativo, lo statuto, nel qual caso si parla di "autonomia statutaria"), alla possibilità di decidere sulle proprie spese e di avere entrate proprie ("autonomia finanziaria") o di imporre propri tributi ("autonomia tributaria").

## Enti territoriali e ad autonomia funzionale
Secondo la natura della collettività di riferimento, gli enti autonomi si distinguono in:
- "enti territoriali", esponenziali di collettività costituite da tutte le persone stanziate in un determinato territorio;
- "enti ad autonomia funzionale",[1] esponenziali di collettività costituite dalle persone che appartengono ad una determinata categoria.

Gli enti territoriali hanno come riferimento la comunità territoriale nella sua interezza, ossia tutti coloro che sono stanziati sul territorio nazionale o su una sua parte ("circoscrizione"), il che conferisce loro il carattere della "politicità"; invece, gli enti ad autonomia funzionale hanno come riferimento una parte omogenea della comunità territoriale, direttamente interessata all'esercizio di determinate attività di rilievo pubblico (una "comunità di settore"). Gli uni e gli altri possono essere locali o nazionali, secondo che la competenza dei loro organi sia o meno limitata entro una circoscrizione.
L'ordinamento italiano offre esempi di tutte le tipologie di enti autonomi ora delineate:
- ente territoriale nazionale è lo Stato,[2] mentre sono enti territoriali locali le regioni, le province e i comuni; tutti questi enti hanno come comunità di riferimento l'insieme dei residenti nei rispettivi ambiti territoriali;
- esempi di enti ad autonomia funzionale sono le camere di commercio, gli ordini e collegi professionali e le università degli studi, che hanno quale collettività di riferimento, rispettivamente, l'insieme degli imprenditori di una provincia, l'insieme dei professionisti iscritti ad un albo e l'insieme dei docenti e studenti di un ateneo.